# تیمایر
تیمایر (به لاتین: Hill of Tara) یک محوطه باستانی در جمهوری ایرلند است که در شهرستان میث واقع شده‌است.
تپه‌های تارا یا تیمایر یک تپه و مکان دفن و تدفین باستانی در نزدیکی اسکرین ایرلند است. طبق سنت ، این مکان جایگاه تاج‌گذاری پادشاهان عالی ایرلند بود و در اساطیر ایرلندی نیز ظاهر می‌شود. تارا از بناها و بناهای بی شماری از نوسنگی تا عصر آهن تشکیل شده‌است.
از جمله مقبره ای از گذرگاه ("تپه گروگان ها")، تپه‌های خاکسپاری، محوطه‌های گرد، سنگی ایستاده و خیابان تشریفاتی. همچنین یک کلیسا و یک قبرستان در تپه وجود دارد. تارا بخشی از منظره باستانی بزرگتر است خود یک اثر تاریخی ملی است که تحت مراقبت دفتر کارهای عمومی، آژانس دولت ایرلند قرار دارد. ارتفاع تپه تیمایر ۱۵۵ متر می‌باشد.

## نگارخانه

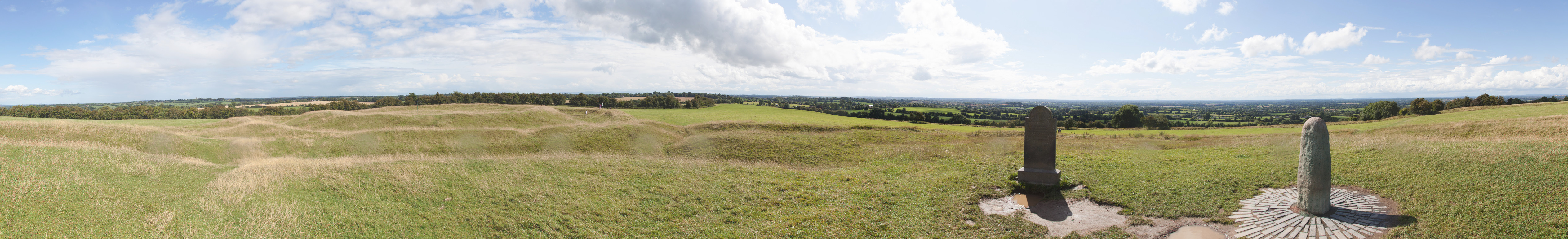
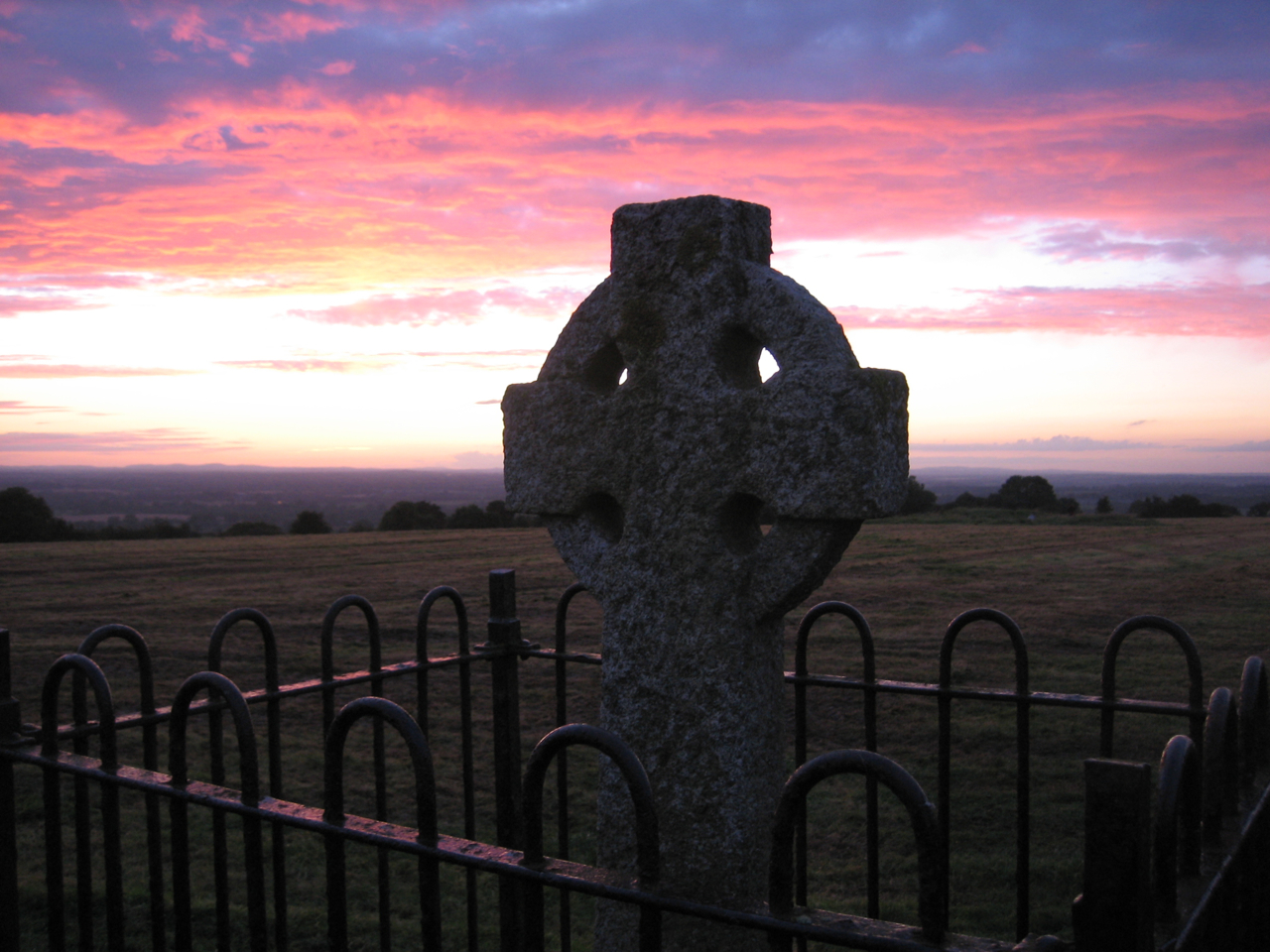
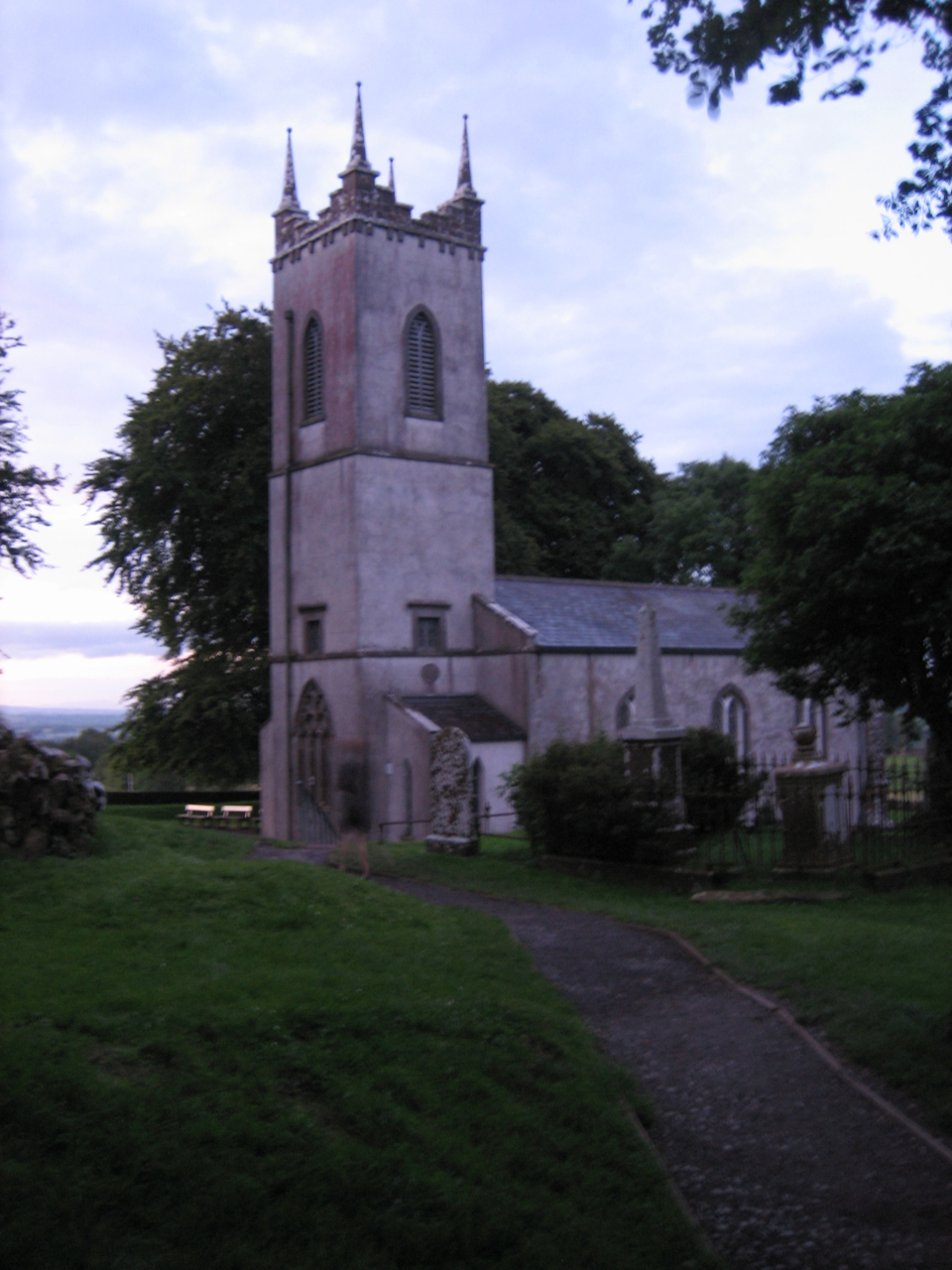
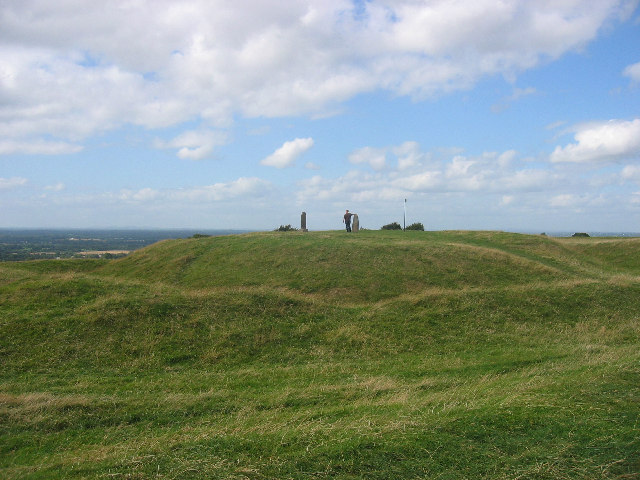
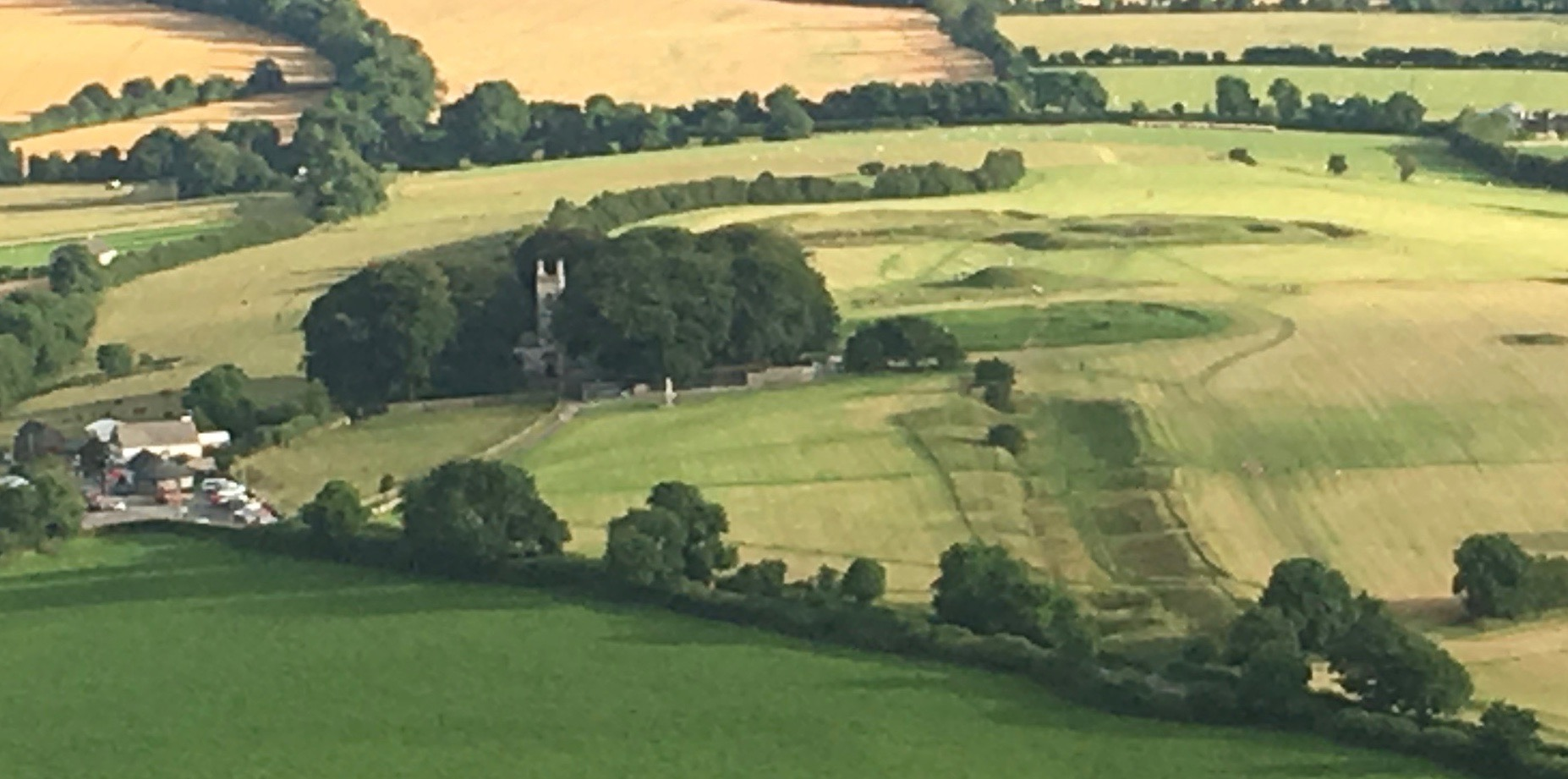